# CONTOUR
Pour les articles homonymes, voir Contour (homonymie).

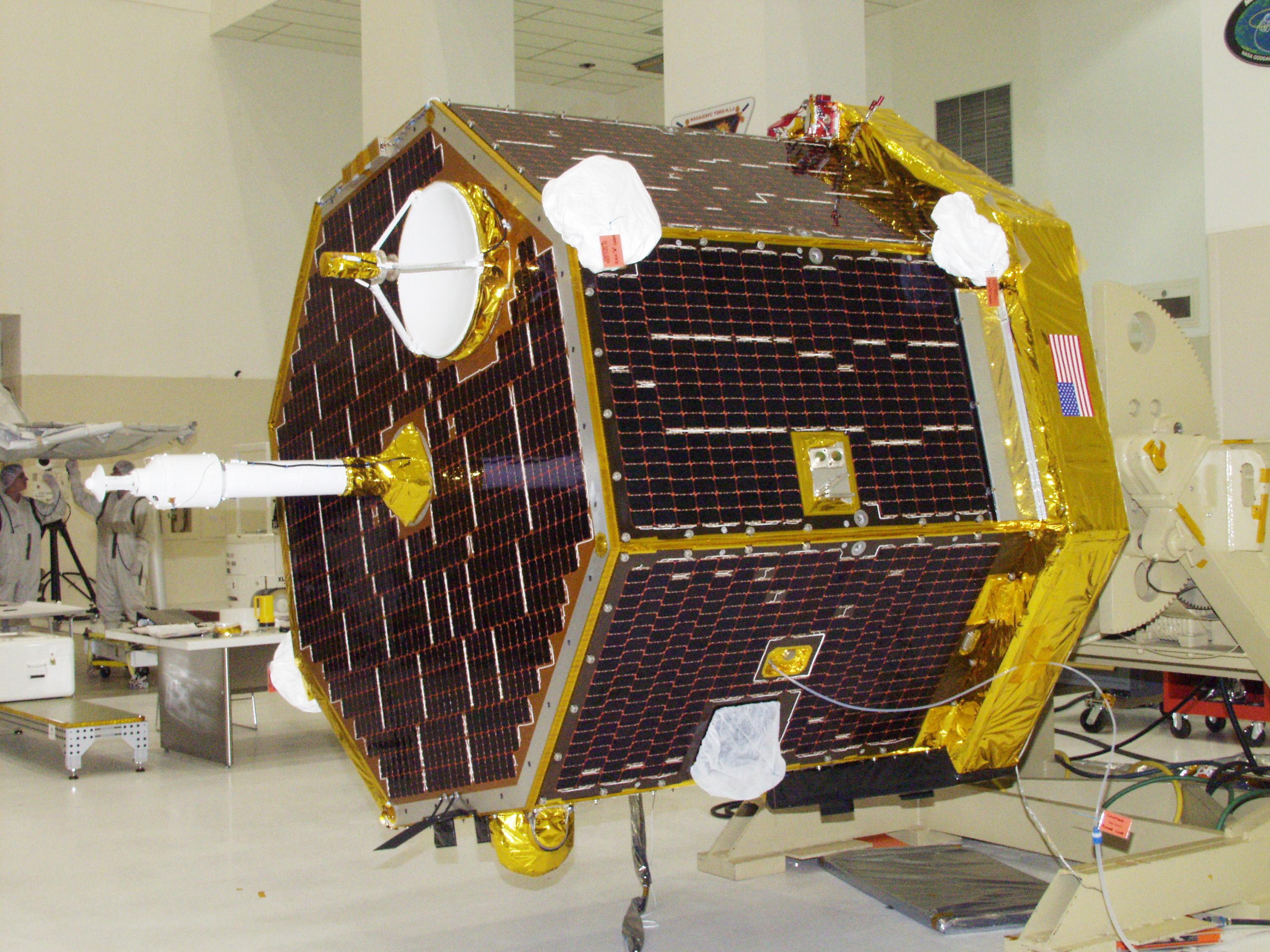
Préparation de la sonde avant son lancement.

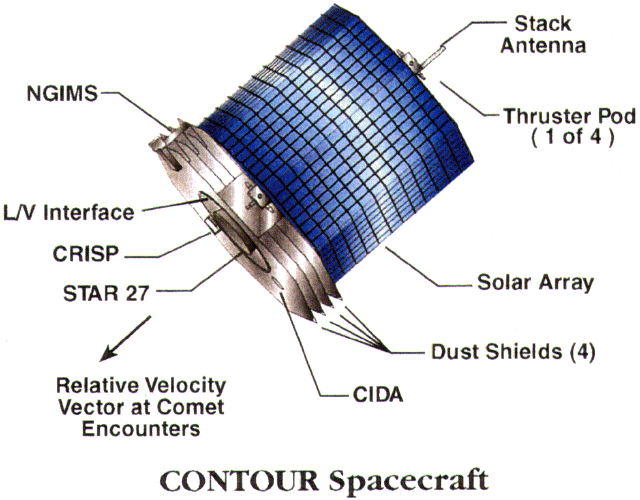
Principaux composants de CONTOUR.

Comet Nucleus Tour (CONTOUR) est une sonde spatiale de la NASA faisant partie du programme Discovery et dont l'objectif principal était de survoler et d'étudier les noyaux de deux comètes et de manière optionnelle d'une troisième comète. La sonde spatiale est construite par le laboratoire  APL. CONTOUR est victime d'une défaillance peu après son lancement en juillet 2002.
Les deux comètes visées étaient 2P/Encke et 73P/Schwassmann-Wachmann. La comète 6P/d'Arrest était un des candidats pour le troisième survol. La sonde devait prendre des images du noyau avec une résolution de 4 mètres, effectuer une analyse spectrale du noyau avec une résolution de 100  à   200 mètres et récolter des données détaillées sur la composition des gaz et des poussières proches du noyau.
Peu après la mise à feu du propulseur à propergol solide qui devait injecter la sonde sur une orbite autour du Soleil, le contact avec la sonde fut perdu. À l'aide de télescopes, on put déterminer que trois objets étaient situés sur la trajectoire de la sonde ce qui amena à la conclusion que CONTOUR avait été détruite. L'hypothèse la plus probable est que la chaleur générée par les gaz du moteur a fragilisé la structure du satellite qui a cédé.
La sonde CONTOUR a une masse de 775 kg dont 70 kg d'hydrazine et 377 kg pour le propulseur à propergol solide Star 30BP. L'énergie est fournie par des panneaux solaires situés sur le corps de la sonde. CONTOUR est stabilisée sur 3 axes durant les survols des comètes et stabilisée par rotation durant le reste de son parcours. Quatre instruments scientifiques sont emportés par la sonde : un spectrographe « Contour Remote Imager/Spectrograph » (CRISP), un imageur « Contour Aft Imager » (CAI), un analyseur de poussière (CIDA), et un spectromètre « Neutral Gas Ion Mass Spectrometer » (NGIMS).

### Source
- (en) Cet article est partiellement ou en totalité issu de l’article de Wikipédia en anglais intitulé « CONTOUR » (voir la liste des auteurs).